# Nicola Thost
Nicola Thost (Pforzheim, 3 de mayo de 1977) es una deportista alemana que compitió en snowboard, especialista en la prueba de halfpipe.
Participó en dos Juegos Olímpicos de Invierno, en la prueba de halfpipe, obteniendo una medalla de oro en Nagano 1998 y el undécimo lugar en Salt Lake City 2002.

## Medallero internacional
| Juegos Olímpicos | Juegos Olímpicos | Juegos Olímpicos | Juegos Olímpicos |
| Año              | Lugar            | Medalla          | Competición      |
| ---------------- | ---------------- | ---------------- | ---------------- |
| 1998             | Nagano (Japón)   | Medalla de oro   | Halfpipe         |